# Russula anthracina
Russula anthracina Romagn. – gatunek grzybów należący do rodziny gołąbkowatych (Russulaceae).

## Systematyka i nazewnictwo
Pozycja w klasyfikacji według Index Fungorum: Russula, Russulaceae, Russulales, Incertae sedis, Agaricomycetes, Agaricomycotina, Basidiomycota, Fungi.
Po raz pierwszy opisał go w 1962 r. Henri Charles Louis Romagnesi i nadana przez niego nazwa naukowa jest aktualna. Niektóre synonimy:
- Russula anthracina var. carneifolia Romagn. 1962
- Russula anthracina var. insipida Romagn. 1962
- Russula anthracina var. semicrema (Fr.) Bon 1988
- Russula semicrema Fr. 1838[2].

## Morfologia
Kapelusz
Średnica 4,5– 9 cm, początkowo wypukły, później płaski, nawet wklęsły. Powierzchnia sucha, gładka, błyszcząca, czarniawa do szarawoczarnej i szarej z odcieniem od różowawego przez jasnobrązowy do ciemnobrązowego. Brzeg równy, początkowo podwinięty, potem prosty.
Blaszki
Przyrośnięte, gęste, o szerokości 3 mm, różowawe, regularne, przylegające. Krawędzie równe.
Trzon
Wysokość 3–5 cm, grubość 1–2,5 cm, centralny, cylindryczny, nieco zwężające się ku wierzchołkowi. Powierzchnia gładka do drobno pomarszczonej.
Cechy mikroskopowe
Podstawki 40,6–66 × 9,7–10,8 µm, wrzecionowate, ze ściankami o grubości około 0,3 µm. Bazydiospory 5,4–8,3 × 4,7–7,8 µm, Q = 1,03–1,23, śr. Q = 1,12, kuliste do prawie kulistych z wydatnym wierzchołkiem, pod działaniem 5% KOH bladożółte, wewnątrz amyloidalne, pokryte drobnymi brodawkami o wysokości 0,2 µm, z gutulami. Cheilocystydy 52,7–71 × 5,4–6,4 µm, wrzecionowate, w 5% KOH żółte. Pleurocystydy 68,4–110 × 5,2–5,9 µm, wrzecionowate, z gutulami, w 5% KOH jasnożółte. Skórka kapelusza zbudowana ze strzępek o średnicy 3,8–5,1 µm, rozgałęzionych, rzadko septowanych, bez sprzążek. Pileocystyd brak.

## Występowanie i siedlisko
Występuje głównie w Europie i jest tu szeroko rozprzestrzeniony, poza Europą podano go w nielicznych miejscach w Ameryce Północnej, Azji, Afryce i Australii. Brak go w opracowanym w 2003 r. przez Władysława Wojewodę wykazie wielkoowocnikowych grzybów podstawkowych Polski, po raz pierwszy jego stanowiska podano w 2009 r.
Naziemny grzyb mykoryzowy, tworzący symbiozę z różnymi gatunkami drzew.